# Kieskanton
Een kieskanton is in België een groep van gemeenten waarbinnen de verkiezingen georganiseerd worden door het kantonhoofdbureau. Een kantonhoofdbureau wordt voorgezeten door de voorzitter van de rechtbank van eerste aanleg of door de vrederechter. Er zijn anno 2019 in totaal 210 kieskantons, waarvan 103 in het Vlaams Gewest, 8 in het Brussels Hoofdstedelijk Gewest en 99 in het Waals Gewest. Elke gemeente behoort tot één kieskanton, elk kieskanton behoort tot één administratief arrondissement. De kieskantons worden gebruikt voor alle bovengemeentelijke verkiezingen.
Vóór de verkiezingen van 2014 was het kieskanton het meest gedetailleerde niveau waarvan officiële verkiezingsresultaten beschikbaar waren. Sindsdien zijn deze ook op het gemeentelijk niveau officieel beschikbaar, en heeft het kieskanton voor het ruime publiek weinig nut meer.

## Oorsprong
Vóór de invoering van algemeen stemrecht in 1893 vonden parlementsverkiezingen plaats in de hoofdplaats van een administratief arrondissement (dat als kieskring diende). Er waren immers niet veel kiezers, dus was er geen behoefte aan meerdere stembureaus. Met het artikel 137 van het nieuwe Kieswetboek van 1894 werden de "kieskantons" opgericht op basis van de gerechtelijke kantons. De indeling in kieskantons was licht anders aangezien sommige gerechtelijke kantons de grenzen van administratieve arrondissementen overschreden. Oorspronkelijk (1894) behoorde elke gemeente tot het kieskanton met dezelfde hoofdplaats (naam) als het gerechtelijk kanton waar het bij hoorde. Enige uitzonderingen waren gemeenten waarvan de hoofdplaats van het gerechtelijk kanton in een ander administratief arrondissement lag dan de gemeente zelf. In die gevallen werd de gemeente toegevoegd aan een ander kieskanton van hetzelfde administratief arrondissement.
Bij de hertekening van de gerechtelijke kantons met het Gerechtelijk Wetboek 1967 (inwerkingtreding 1970) ging die link tussen beide soorten kantons verloren: vele kieskantons komen overeen met afgeschafte gerechtelijke kantons.
Bij de gemeentefusies van 1976 werden de kieskantons hertekend zodat elke nieuwe gemeente tot één kieskanton hoorde. Uitzondering hierop was Halle-Vilvoorde waar dit pas in 1994 gebeurde naar aanleiding van de oprichting van de Provincie Vlaams-Brabant op 1 januari 1995. Sommige gemeenten in Halle-Vilvoorde behoorden in de periode 1976-1994 tot verschillende kieskantons, in een aantal gevallen zelfs tot een kieskanton bestaande uit gemeenten van zowel Halle-Vilvoorde als het Arrondissement Brussel-Hoofdstad : tot dan bleef elke deelgemeente behoren tot het kieskanton van voor 1976.
In 2003 werd de hoofdplaats van het kieskanton Oosterzele vervangen door Merelbeke. In 2014 werd in de kieskring Vlaams-Brabant het kanton Sint-Genesius-Rode opgericht. In 2017 werden in de kieskring Henegouwen de kantons Anderlues (afgesplitst van kanton Binche) en Pont-à-Celles (afgesplitst van kanton Seneffe) opgericht en ging de gemeente Estinnes over van kanton Merbes-le-Château naar kanton Binche. In 2019 veranderden enkele kantons in Oost-Vlaanderen, Antwerpen en Limburg van naam als gevolg van gemeentelijke fusies. Tevens door gemeentefusies fuseerden in dat jaar de kantons Zomergem en Waarschoot tot kanton Lievegem en veranderde de hoofdplaats van kanton Nevele naar Aalter. In 2023 werden enkele kantons in West-Vlaanderen hertekend. In 2025 verandert, wederom door gemeentelijke herindelingen, een aantal kantons in West-Vlaanderen, Oost-Vlaanderen en Limburg van naam. Ook vindt er in 2025 een aantal fusies plaats tussen hoofdsteden van kantons (Tielt-Meulebeke en Tongeren-Borgloon). In tegenstelling tot de fusie van Nevele met Deinze in 2019, waarbij Nevele van het kanton Nevele werd afgesplitst en Aalter de nieuwe hoofdplaats werd van dit kanton, werd er ditmaal voor gekozen om de volledige grondgebieden van de kantons Tongeren en Borgloon enerzijds en Tielt en Meulebeke anderzijds te laten fuseren.
De gerechtelijke kantons vormden tot de Eerste Wereldoorlog de kieskringen voor de provincieraadsverkiezingen, maar met de provinciekieswet van 1921 werden provinciedistricten ingevoerd en de gerechtelijke kantons vervangen door de kieskantons zoals opgericht door het Kieswetboek.
Anno 1921 waren er 222 gerechtelijke kantons. Tegenwoordig zijn er 187 gerechtelijke kantons, waarvan de grenzen dus niet altijd samenvallen met de huidige 210 kieskantons.

## Lijst met kieskantons

### Antwerpen
In de provincie Antwerpen zijn er 17 kieskantons.
- Arrondissement Antwerpen
  - Kanton Antwerpen
  - Kanton Boom
  - Kanton Brecht
  - Kanton Kapellen
  - Kanton Kontich
  - Kanton Zandhoven
- Arrondissement Mechelen
  - Kanton Mechelen
  - Kanton Duffel
  - Kanton Heist-op-den-Berg
  - Kanton Lier
  - Kanton Puurs-Sint-Amands
- Arrondissement Turnhout
  - Kanton Turnhout
  - Kanton Arendonk
  - Kanton Herentals
  - Kanton Hoogstraten
  - Kanton Mol
  - Kanton Westerlo

### Vlaams-Brabant
In de provincie Vlaams-Brabant zijn er 15 kieskantons.
- Arrondissement Halle-Vilvoorde
  - Kanton Asse
  - Kanton Halle
  - Kanton Lennik
  - Kanton Meise
  - Kanton Sint-Genesius-Rode
  - Kanton Vilvoorde
  - Kanton Zaventem
- Arrondissement Leuven
  - Kanton Leuven
  - Kanton Aarschot
  - Kanton Diest
  - Kanton Glabbeek
  - Kanton Haacht
  - Kanton Landen
  - Kanton Tienen
  - Kanton Zoutleeuw

### Limburg
In de provincie Limburg zijn er 15 kieskantons.
- Arrondissement Hasselt
  - Kanton Hasselt
  - Kanton Beringen
  - Kanton Genk
  - Kanton Herk-de-Stad
  - Kanton Sint-Truiden
- Arrondissement Tongeren-Borgloon
  - Kanton Tongeren-Borgloon (tot 2025 Tongeren)
  - Kanton Bilzen-Hoeselt (tot 2025 Bilzen)
  - Kanton Borgloon (tot 2025)
  - Kanton Maasmechelen
  - Kanton Riemst
  - Kanton Voeren
- Arrondissement Maaseik
  - Kanton Maaseik
  - Kanton Bree
  - Kanton Peer
  - Kanton Pelt

### Oost-Vlaanderen
In de provincie Oost-Vlaanderen zijn er 31 kieskantons.
- Arrondissement Gent
  - Kanton Gent
  - Kanton Aalter
  - Kanton Deinze
  - Kanton Destelbergen
  - Kanton Evergem
  - Kanton Lievegem
  - Kanton Lochristi
  - Kanton Merelbeke-Melle (tot 2025 Merelbeke)
  - Kanton Nazareth-De Pinte (tot 2025 Nazareth)
- Arrondissement Eeklo
  - Kanton Eeklo
  - Kanton Assenede
  - Kanton Kaprijke
- Arrondissement Sint-Niklaas
  - Kanton Sint-Niklaas
  - Kanton Beveren-Kruibeke-Zwijndrecht (tot 2025 Beveren)
  - Kanton Lokeren
  - Kanton Sint-Gillis-Waas
  - Kanton Temse
- Arrondissement Dendermonde
  - Kanton Dendermonde
  - Kanton Hamme
  - Kanton Wetteren
  - Kanton Zele
- Arrondissement Aalst
  - Kanton Aalst
  - Kanton Geraardsbergen
  - Kanton Herzele
  - Kanton Ninove
  - Kanton Zottegem
- Arrondissement Oudenaarde
  - Kanton Oudenaarde
  - Kanton Brakel
  - Kanton Horebeke
  - Kanton Kruisem
  - Kanton Ronse

### West-Vlaanderen
In de provincie West-Vlaanderen zijn er 23 kieskantons.
- Arrondissement Brugge
  - Kanton Brugge
  - Kanton Torhout
- Arrondissement Kortrijk
  - Kanton Kortrijk
  - Kanton Avelgem
  - Kanton Waregem (tot 2023 Harelbeke)
  - Kanton Menen
- Arrondissement Roeselare
  - Kanton Roeselare
  - Kanton Hooglede
  - Kanton Izegem
  - Kanton Lichtervelde (tot 2023)
- Arrondissement Tielt
  - Kanton Tielt
  - Kanton Meulebeke (tot 2025)
  - Kanton Oostrozebeke
  - Kanton Wingene (tot 2025 Ruiselede)
- Arrondissement Veurne
  - Kanton Veurne
  - Kanton Nieuwpoort
- Arrondissement Diksmuide
  - Kanton Diksmuide
- Arrondissement Ieper
  - Kanton Ieper
  - Kanton Heuvelland (tot 2023 Mesen)
  - Kanton Poperinge
  - Kanton Vleteren
  - Kanton Wervik
  - Kanton Zonnebeke (tot 2023)
- Arrondissement Oostende
  - Kanton Oostende
  - Kanton Gistel

### Brussel-Hoofdstad
In het arrondissement Brussel-Hoofdstad (gelijk aan het Brussels Hoofdstedelijk Gewest) zijn er 8 kieskantons.
- Arrondissement Brussel-Hoofdstad
  - Kanton Brussel (Bruxelles)
  - Kanton Anderlecht
  - Kanton Elsene (Ixelles)
  - Kanton Sint-Jans-Molenbeek (Molenbeek-Saint-Jean)
  - Kanton Sint-Gillis (Saint-Gilles)
  - Kanton Sint-Joost-ten-Node (Saint-Josse-ten-Noode)
  - Kanton Schaarbeek (Schaerbeek)
  - Kanton Ukkel (Uccle)

### Henegouwen
In de provincie Henegouwen zijn er 34 kieskantons.
- Arrondissement Aat (Ath)
  - Kanton Aat (Ath)
  - Kanton Beloeil
  - Kanton Chièvres
  - Kanton Edingen (Enghien)
  - Kanton Frasnes-lez-Anvaing
  - Kanton Lessen (Lessines)
  - Kanton Vloesberg (Flobecq)
- Arrondissement Charleroi
  - Kanton Charleroi
  - Kanton Châtelet
  - Kanton Fontaine-l'Evêque
  - Kanton Pont-à-Celles
- Arrondissement Bergen (Mons)
  - Kanton Bergen (Mons)
  - Kanton Boussu
  - Kanton Dour
  - Kanton Frameries
  - Kanton Lens
- Arrondissement Zinnik (Soignies)
  - Kanton Zinnik (Soignies)
  - Kanton Le Roeulx
  - Kanton Seneffe
- Arrondissement La Louvière
  - Kanton La Louvière
  - Kanton Binche
- Arrondissement Thuin
  - Kanton Thuin
  - Kanton Anderlues
  - Kanton Beaumont
  - Kanton Chimay
  - Kanton Merbes-le-Château
- Arrondissement Doornik-Moeskroen (Tournai-Mouscron)
  - Kanton Antoing
  - Kanton Celles
  - Kanton Doornik (Tournai)
  - Kanton Estaimpuis
  - Kanton Komen-Waasten (Comines-Warneton)
  - Kanton Leuze-en-Hainaut
  - Kanton Moeskroen (Mouscron)
  - Kanton Péruwelz

### Namen
In de provincie Namen zijn er 14 kieskantons.
- Arrondissement Dinant
  - Kanton Dinant
  - Kanton Beauraing
  - Kanton Ciney
  - Kanton Gedinne
  - Kanton Rochefort
- Arrondissement Namen (Namur)
  - Kanton Namen (Namur)
  - Kanton Andenne
  - Kanton Eghezée
  - Kanton Fosses-la-Ville
  - Kanton Gembloux
- Arrondissement Philippeville
  - Kanton Philippeville
  - Kanton Couvin
  - Kanton Florennes
  - Kanton Walcourt

### Waals-Brabant
In de provincie Waals-Brabant zijn er 5 kieskantons.
- Arrondissement Nijvel (Nivelles)
  - Kanton Nijvel (Nivelles)
  - Kanton Geldenaken (Jodoigne)
  - Kanton Genepiën (Genappe)
  - Kanton Perwijs (Perwez)
  - Kanton Waver (Wavre)

### Luik
In de provincie Luik zijn er 26 kieskantons.
- Arrondissement Hoei (Huy)
  - Kanton Hoei (Huy)
  - Kanton Ferrières
  - Kanton Héron
  - Kanton Nandrin
  - Kanton Verlaine
- Arrondissement Luik (Liège)
  - Kanton Luik (Liège)
  - Kanton Aywaille
  - Kanton Bitsingen (Bassenge)
  - Kanton Fléron
  - Kanton Grâce-Hollogne
  - Kanton Herstal
  - Kanton Saint-Nicolas
  - Kanton Seraing
  - Kanton Wezet (Visé)
- Arrondissement Verviers
  - Kanton Verviers
  - Kanton Aubel
  - Kanton Dison
  - Kanton Eupen (Oostkanton, DG)
  - Kanton Herve
  - Kanton Limburg (Limbourg)
  - Kanton Malmedy (Oostkanton)
  - Kanton Sankt Vith (Oostkanton, DG)
  - Kanton Spa
  - Kanton Stavelot
- Arrondissement Borgworm (Waremme)
  - Kanton Borgworm (Waremme)
  - Kanton Hannuit (Hannut)

### Luxemburg
In de provincie Luxemburg zijn er 20 kieskantons.
- Arrondissement Aarlen (Arlon)
  - Kanton Aarlen (Arlon)
  - Kanton Messancy
- Arrondissement Bastenaken (Bastogne)
  - Kanton Bastenaken (Bastogne)
  - Kanton Fauvillers
  - Kanton Houffalize
  - Kanton Sainte-Ode
  - Kanton Vielsalm
- Arrondissement Marche-en-Famenne
  - Kanton Marche-en-Famenne
  - Kanton Durbuy
  - Kanton Érezée
  - Kanton La Roche-en-Ardenne
  - Kanton Nassogne
- Arrondissement Neufchâteau
  - Kanton Neufchâteau
  - Kanton Bouillon
  - Kanton Paliseul
  - Kanton Saint-Hubert
  - Kanton Wellin
- Arrondissement Virton
  - Kanton Virton
  - Kanton Étalle
  - Kanton Florenville